# いくえみ綾
いくえみ 綾（いくえみ りょう、1964年10月2日 - ）は、日本の女性漫画家。北海道名寄市出身。東海大学付属第四高等学校（現・東海大学付属札幌高等学校）卒業。

## 経歴
中学3年生だった1979年、『別冊マーガレット』7月号（集英社）にて「マギー」でデビュー。以後、漫画家を40年以上続けており、体力的につらい時はあっても本気で辞めようと考えたことはないという。転機になった作品は、1990年の読切『10年も20年も』。それまではどうしたら読者に受けるかを優先していたが、好きなように描くことにしたと回想している。2000年、『バラ色の明日』で第46回小学館漫画賞を受賞。2009年、『潔く柔く』で第33回講談社漫画賞少女部門を受賞。2013年、『潔く柔く』が実写映画化。2017年、『あなたのことはそれほど』がテレビドラマ化された。
『おやすみカラスまた来てね。』は居住地である札幌で通っているすすきののバーをモデルにしている。
2019年には『いくえみ綾デビュー40周年 スペシャルアニバーサリーブック SMILE!』（ホーム社）が刊行された。

## 人物
ペンネームの由来は、くらもちふさこの作品の『小さな炎』『白いアイドル』『糸のきらめき』それぞれの登場人物の名前である（「いく」の響きと「綾」の漢字が『小さな炎』の綾瀬幾、「えみ」は『白いアイドル』の笑、「りょう」は『糸のきらめき』の折原良に由来）。
音楽では自らはヴァイオリンを趣味とする。ミュージシャンでは奥田民生が好きで、作品にも似た人物が登場。プライベートでも一緒に食事をしたことがある。彼の楽曲をモチーフにした漫画『スカイウォーカー』を発表している。またRCサクセション時代からの忌野清志郎の熱狂的なファンでもある。

### 愛猫家
愛猫家として知られ、『潔く柔く』などの単行本に（本編とまったく関係のない）飼い猫たちの漫画を載せている。アンソロジー『猫本（ねこもと）』などにも漫画を描いた。飼い猫が死去した場合は単行本にメッセージを載せている（キヨ、チョビなど）。2008年からはスコティッシュフォールド種である「ブンたん」との耽美的な生活を漫画化している。

## 作品リスト
刊行順。表題作はリストに含めない。

### 連載中
- 1日2回（2019年[6] - 連載中、『Cocohana』、既刊5巻）
- ローズ ローズィ ローズフル バッド（2020年[7] - 連載中、『Cookie』、 既刊5巻）
- 猫のいるウチ便り（2024年[8] - 連載中、『OUR FEEL』）

### 集英社

#### マーガレットコミックス
- 初恋ゴールの向こうがわ（1981年、『別冊マーガレット』）

なんていい季節
スローできかせて
ぶー太郎は元気!
6月が誘った風
マギー
- 女の子ラブソディー（1982年、『別冊マーガレット』）

キンピカエンジェル
はすきいサマー
マジシャンズLOVER
- ボクとあそぼうか!（1983年、『別冊マーガレット』）

恋人たちのように
夏があいつと
- スターダスト3年目（1983年、『別冊マーガレット』）
- 街と人のロマンス（1985年、『別冊マーガレット』）

彼と彼女の夏
- 夢をみた。（1985年、『別冊マーガレット』）

すくうる・クールBOY
- 以心伝心のお月さん（1985年、『別冊マーガレット』、全2巻）

乾杯のイブ【(1)に所収】
シンリ・コネクション【(2)に所収】
- エンゲージ（1985年、『別冊マーガレット』、全2巻）
- うたうたいのテーマ（1986年、『別冊マーガレット』、全2巻）

孤独の走者（ランナー）【(2)に所収】
- わたしは夢みる少女（1987年、『別冊マーガレット』、全2巻）

3-Dのクリスマスカード【(2)に所収】
- 君たちはガラス（1988年、『別冊マーガレット』、全2巻）

15年め【(2)に所収】
- 天然バナナ工場（1988年、『別冊マーガレット』）
- POPS（1988年 - 1989年、『別冊マーガレット』、全4巻）
- 彼の手も声も（1989年 - 1990年、『別冊マーガレット』、全4巻）
- ベイビーブルー（1991年、『別冊マーガレット』）

10年も20年も
- みつめていたい（1991年 - 1992年、『別冊マーガレット』、全2巻）

マイボーイバックホーム【(2)に所収】
- 愛があればいーのだ（1992年、『別冊マーガレット』、全2巻）

My dear B・F【(2)に所収】
- I LOVE HER（1993年 - 1994年、『別冊マーガレット』、全5巻）
- 子供の庭（1995年、『別冊マーガレット』、全2巻）

P.S. I LOVE HER【(2)に所収】
- 君の歌がある（1996年、『別冊マーガレット』、全3巻）

あの星になるから【(3)に所収】
- バラ色の明日（1997年 - 2000年、『別冊マーガレット』、コミックス版〈全6巻〉、完全版〈全6巻〉）

第1話 - 第4話【(1)に所収】
第5話【(2)に所収】
第6話 - 第8話、ショートストーリー ふたりの明日【(3)に所収】
赤い月の話【(4)に所収】
第9話 who【(4-5)に所収】
第10話 - 第11話、キスミークイック【(6)に所収】
最終話〜灯〜【完全版(6)に所収】
頼ちゃんは叶わぬ恋をしている【完全版(6)に所収】
- ハニバニ!（2000年、『別冊マーガレット』、全2巻）

ラブレター【(2)に所収】
- 私がいてもいなくても（2001年 - 2002年、『別冊マーガレット』、全3巻）
- オススメボーイフレンド（2002年、『別冊マーガレット』）

頼ちゃんは叶わぬ恋をしている
- プレゼント（2003年、『別冊マーガレット』）

おうじさまのゆくえ
あなたにききたい
- かの人や月（2003年 - 2005年、『別冊マーガレット』、全3巻）
- あっさりショコラ（仮）（2004年、『別冊マーガレット』）

ヘビークラウド ノーレイン
ブローチ
キャベツの国から'03 逡巡
- 潔く柔く（2004年 - 2010年、『Cookie』、全13巻）

潔く柔く ACT1-2【(1)に所収】
潔く柔く ACT3【(2)に所収】
潔く柔く ACT4【(2-3)に所収】
潔く柔く ACT5【(3-4)に所収】
潔く柔く ACT6【(5-6)に所収】
潔く柔く ACT7【(6-7)に所収】
潔く柔く ACT8【(7-8)に所収】
潔く柔く ACT9【(9)に所収】
潔く柔く ACT10【(10-13)に所収】
潔く柔く 番外編 -切々と-【(13)に所収】
誰かが私にキスをした【(13)に所収】
- バイ・アンド・バイ（2006年、『別冊マーガレット』）

おむかいのさちこちゃん
友達の子供
- 爛爛（2009年 - 2010年、『別冊マーガレット』）

今日はまっすぐ帰らない
- プリンシパル（2011年 - 2013年、『Cookie』、全7巻）

プリンシパル 番外編【(2)に所収】
2010年チョコの旅【(2)に所収】
美しやホラー【(5)に所収】
プリンシパル 番外編 すみれの花咲く【(6)に所収】
- G線上のあなたと私（2012年 - 2018年、『Cocohana』、全4巻）
- 太陽が見ている（かもしれないから）（2014年 - 2018年[9]、『Cookie』、全8巻）

いくえみさんちの白い犬 番外編【(1)に所収】

#### クイーンズコミックス
いくえみ綾 THE BEST-PREMIUM! 長編セレクション-に掲載している（所収）は、他のコミックスからすでに出ている作品を再録したものを指す。
- 朝がくる度（2001年、『コーラス』）

いちごの生活
しつもんしよう。
- いくえみ綾 THE BEST-PREMIUM! 長編セレクション-（2002年）

あの星になるから（君の歌がある所収）
My dear B・F（愛があればいーのだ所収）
10年も20年も（ベイビーブルー所収）
- いくえみ綾 THE BEST 2-PREMIUM! 長編セレクション-（2004年）

ラブレター（ハニバニ!所収）
アイスクリーム チョコレート（ケチャップマヨネーズ所収）
ケチャップ マヨネーズ（ケチャップマヨネーズ所収）
赤い月の話（バラ色の明日所収）

#### 集英社文庫コミックス版
- エンゲージ
- 以心伝心のお月さん

夢を見た。（夢を見た。所収）
- POPS（全2巻）
- 彼の手も声も（全2巻）
- I LOVE HER（全3巻）
- バラ色の明日（全4巻）

第1話 - 第4話、頼ちゃんは叶わぬ恋をしている（オススメボーイフレンド所収）【(1)に所収】
第5話 - 第6話【(2)に所収】
第7話 - 第9話Scene3.【(3)に所収】
第9話Scene4. - 第11話【(4)に所収】
- 愛があればいーのだ
- 子供の庭
- 君の歌がある（全2巻）

あの星になるから【(2)に所収】
- いくえみ綾 読みきり傑作選 1

ラブレター【ハニバニ!所収】
いちごの生活【朝がくる度所収】
おうじさまのゆくえ【プレゼント所収】
プレゼント【プレゼント所収】
キャベツの国から'03 逡巡【あっさりショコラ（仮）所収】
- いくえみ綾 読みきり傑作選 2

アイスクリーム チョコレート【ケチャップ マヨネーズ所収】
あっさりショコラ（仮）【あっさりショコラ（仮）所収】
ヘビークラウド ノーレイン【あっさりショコラ（仮）所収】
おむかいのさちこちゃん【バイ・アンド・バイ所収】
キスミークイック【バラ色の明日所収】
ブローチ【あっさりショコラ（仮）所収】
- 私がいてもいなくても（全2巻）
- かの人や月（全2巻）
- ハニバニ！

#### その他
- スターダスト3年目／街と人のロマンス（1984年）集英社ガールズコミック

彼と彼女の夏
- ケチャップ マヨネーズ（1999年、『コーラス』）ヤングユーコミックス

水の春
アイスクリーム チョコレート

### 祥伝社
- カズン（2004年 - 2007年、『Zipper』、全3巻）
- そろえてちょうだい? （2008年 - 2023年、『FEEL YOUNG』、全8巻 ）
- あなたのことはそれほど （2010年 - 2017年、『FEEL YOUNG』、全6巻）

### 幻冬舎コミックス
- いとしのニーナ（2005年 - 2010年、『Webスピカ』、全4巻）
- トーチソング・エコロジー（2011年 - 2013年、『comicスピカ』、全3巻）
- 私・空・あなた・私（2014年 - 2018年、『comicスピカ』→『月刊バーズ』、全4巻）
- アイネクライネナハトムジーク[10]（2018年 - 2019年、『デンシバーズ(現在のcomicブースト)』、全2巻）

### 小学館
- スカイウォーカー[5]（2006年 - 2007年、『週刊ヤングサンデー』）
- おやすみカラスまた来てね。（2014年 - 2022年[11]、『月刊!スピリッツ』、全7巻）

### コミックス以外
- いくえみ綾自薦イラスト集THE BEST OF RYO IKUEMI [1990-1994] （1994年12月）画集
- 満月少年＋太陽少女（ムーンボーイ・ファイアガール）（2001年5月）挿絵
- 別冊カドカワ 総力特集 奥田民生（2004年10月）短編寄稿
- 〜10th Anniversary T.M.Revolution〜別冊カドカワ 総力特集 西川貴教（2006年6月）短編寄稿
- 猫本(1-2)（2006年4月、2008年4月）猫漫画本に短編寄稿
- ねこまん（2008年6月）猫エッセイ漫画
- ねこメロcoda（2008年8月）猫エッセイ漫画
- はるがいったら（2009年1月）表紙、飛鳥井千砂の小説
- 秘密のスイーツ（2010年12月）表紙、林真理子の小説 ポプラ社
- かわいいにもほどがある（2011年11月）ホームコミックス 猫エッセイ漫画
- 好きです、この少女まんが。（4）幻想 (KCデラックス)（2011年11月）講談社 共著
- コミックふるさと 北海道 (コミックふるさとシリーズ)（2012年5月）マガジンハウス 共著
- まるごとねこっけ〜雲田はるこ「いとしの猫っ毛」 トリビュートブック〜 (シトロンコミックス)（2014年4月）リブレ出版 共著
- 〆切その後エッセイ（『Cookie電子版』2015年5月号 - 2017年5月号、2017年9月号 - 2018年5月号）
- いくえみ綾 デビュー40周年 スペシャルアニバーサリーブックSMILE!（2019年9月25日）ファンブック、描きおろしコミック・エッセイ ホーム社

## 映像化作品

### 映画
- 潔く柔く[12]（2013年10月26日公開、配給：東宝、主演：長澤まさみ・岡田将生）
- プリンシパル〜恋する私はヒロインですか?〜[13]（2018年3月3日公開、配給：アニプレックス、主演：黒島結菜・小瀧望）

### テレビドラマ
- あなたのことはそれほど[14]（TBS、2017年4月18日 - 6月20日、主演：波瑠）
- G線上のあなたと私[15]（TBS、2019年10月15日 - 12月17日、主演：波瑠）
- いとしのニーナ[16]（フジテレビ、2020年7月18日 - 9月5日、主演：岡田健史）